# Festival international du film de Toronto 2015
Le festival international du film de Toronto 2015, la 40e édition du festival (40th annual Toronto International Film Festival ou TIFF), s'est déroulé du 10 au 20 septembre 2015.
Le festival a été ouvert par Demolition du Canadien Jean-Marc Vallée et a été conclu par Mr. Right de l'Espagnol Paco Cabezas

## Palmarès
| Prix                                       | Attribué à                                                           | Pays                             |
| ------------------------------------------ | -------------------------------------------------------------------- | -------------------------------- |
| People's Choice Award                      | Room de Lenny Abrahamson                                             | Canada/ Irlande                  |
| People's Choice Award « Documentary »      | Winter on Fire: Ukraine's Fight for Freedom d'Evgeny Afineevsky (ru) | États-Unis/ Ukraine/ Royaume-Uni |
| People's Choice Award « Midnight Madness » | Hardcore Henry d'Ilya Naishuller                                     | États-Unis/ Russie               |
| Meilleur film canadien                     | Closet Monster de Stephen Dunn                                       | Canada                           |
| Meilleur court métrage canadien            | Viaduc de Patrice Laliberté                                          |                                  |
| Meilleur premier film canadien             | Sleeping Giant (en) d'Andrew Cividino (en)                           | Canada                           |
| Prix FIPRESCI « Special Presentations »    | Desierto de Jonás Cuarón                                             | Mexique                          |
| Prix FIPRESCI « Discovery »                | Eva Nová (en) de Marko Škop                                          |                                  |
| Prix NETPAC                                | Hiso hiso boshi de Sion Sono                                         |                                  |
| Meilleur court métrage international       | Maman(s) de Maïmouna Doucouré                                        |                                  |
| Discovery Award                            | Black d'Adil El Arbi et Bilall Fallah                                | Belgique                         |

## Sélection

### Gala Presentations
- Beeba Boys (en) de Randeep Hooda
- Demolition de Jean-Marc Vallée
- Haute Couture (The Dressmaker) de Jocelyn Moorhouse
- Eye in the Sky de Gavin Hood
- Forsaken : Retour à Fowler City (Forsaken) de Jon Cassar
- Free Love (Freeheld) de Peter Sollett
- Hyena Road de Paul Gross
- Lolo de Julie Delpy
- Legend de Brian Helgeland
- Man Down de Dito Montiel
- L'Homme qui défiait l'infini (The Man Who Knew Infinity) de Matt Brown
- Maryland (Disorder) d'Alice Winocour
- Ma meilleure amie (Miss You Already) de Catherine Hardwicke
- Under Pressure (Mississippi Grind) de Ryan Fleck et Anna Boden
- Mr. Right de Paco Cabezas (es)
- The Program de Stephen Frears
- Remember d'Atom Egoyan
- Insurrection (Septembers of Shiraz) de Wayne Blair
- Seul sur Mars (The Martian) de Ridley Scott
- Stonewall de Roland Emmerich

### Special Presentations
- 45 ans (45 Years) d'Andrew Haigh
- About Ray de Gaby Dellal (en)
- Anomalisa de Charlie Kaufman et Duke Johnson
- Au-delà des montagnes (Shānhé gùrén) de Jia Zhangke
- Back Home (Louder Than Bombs) de Joachim Trier
- Beasts of No Nation de Cary Joji Fukunaga
- Being Charlie de Rob Reiner
- La Belle Saison de Catherine Corsini
- Belles Familles de Jean-Paul Rappeneau
- Born to Be Blue de Robert Budreau (en)
- Brooklyn de John Crowley
- Cialo (Body/Ciało) de Małgorzata Szumowska
- El club de Pablo Larraín
- Colonia de Florian Gallenberger
- Dalton Trumbo (Trumbo) de Jay Roach
- Danish Girl de Tom Hooper
- The Daughter (en) de Simon Stone
- Déesses indiennes en colère (Angry Indian Goddesses) de Pan Nalin
- Desierto de Jonás Cuarón
- Dheepan de Jacques Audiard
- Equals de Drake Doremus
- La Famille Fang (The Family Fang) de Jason Bateman
- Le Fils de Saul (Saul fia) de László Nemes
- I Saw the Light de Marc Abraham
- I Smile Back d'Adam Salky
- Into the Forest de Patricia Rozema
- The Lady in the Van de Nicholas Hytner
- Len and Company (en) de Tim Godsall
- The Lobster de Yórgos Lánthimos
- Ma ma de Julio Medem
- Maggie a un plan (Maggie's Plan) de Rebecca Miller
- Mia madre de Nanni Moretti
- The Meddler de Lorene Scafaria
- Mustang de Deniz Gamze Ergüven
- Lao pao er (zh) de Guan Hu
- Office de Johnnie To
- Que le meilleur gagne (Our Brand Is Crisis) de David Gordon Green
- Room de Lenny Abrahamson
- La Saison des femmes (Parched) de Leena Yadav
- San cheng ji (en) de Mabel Cheung
- Sicario de Denis Villeneuve
- Spotlight de Tom McCarthy
- Strictly Criminal (Black Mass) de Scott Cooper
- Sunset Song de Terence Davies
- Une histoire d'amour et de ténèbres de Natalie Portman
- Talvar de Meghna Gulzar
- Truth : Le Prix de la vérité (Truth) de James Vanderbilt
- Un plus une de Claude Lelouch
- Victoria de Sebastian Schipper
- Ville-Marie de Guy Édoin
- The Wave (Bølgen) de Roar Uthaug
- Where to Invade Next de Michael Moore
- The Witch de Robert Eggers
- Le Chanteur de Gaza de Hany Abu-Assad
- Youth (La giovinezza) de Paolo Sorrentino

### Vanguard
- Veteran (Beterang) de Ryoo Seung-wan
- Collective Invention (Dolyeon Byeoni) de Kwon Oh-kwang
- Demon (pl) de Marcin Wrona (pl)
- Endorphine d'André Turpin
- Évolution de Lucile Hadzihalilovic
- February d'Oz Perkins
- Hellions de Bruce McDonald
- Lace Crater (en) de Harrison Atkins
- Love de Gaspar Noé
- Men and Chicken (Mænd og høns) d'Anders Thomas Jensen
- No Men Beyond This Point (en) de Mark Sawers (en)
- Mi gran noche d'Álex de la Iglesia
- The Missing Girl (en) d'A.D. Calvo (en)
- Der Nachtmahr d'Akiz
- Zoom (en) de Pedro Morelli

### TIFF Docs
- Al Purdy Was Here (en) de Brian D. Johnson (en)
- A Flickering Truth (en) de Pietra Brettkelly (en)
- Being AP d'Anthony Wonke (en)
- Bolshoi Babylon (en) de Nick Read
- Dark Horse de Louise Osmond (en)
- Guantanamo's Child (en) de Patrick Reed et Michelle Shephard (en)
- He Named Me Malala de Davis Guggenheim
- Heart of a Dog (en) de Laurie Anderson
- Hitchcock/Truffaut de Kent Jones
- Horizon de Bergur Bernburg et Friðrik Þór Friðriksson
- In Jackson Heights de Frederick Wiseman
- Todo comenzó por el fin de Luis Ospina
- Janis (en) d'Amy J. Berg (en)
- Je suis Charlie (en) d'Emmanuel Leconte (en) et Daniel Leconte
- A Journey of a Thousand Miles: Peacekeepers de Geeta Gandbhir et Sharmeen Obaid-Chinoy
- Miss Sharon Jones! de Barbara Kopple
- The Music of Strangers: Yo-Yo Ma and the Silk Road Ensemble de Morgan Neville (en)
- Nasser de Jihan El-Tahri
- Ninth Floor (en) de Mina Shum (en)
- Our Last Tango de German Kral
- P.S. Jerusalem de Danae Elon (en)
- The Reflektor Tapes (en) de Kahlil Joseph
- Return of the Atom de Mika Taanila et Jussi Eerola
- Sherpa (en) de Jennifer Peedom (en)
- This Changes Everything (Tout peut changer) d'Avi Lewis (en)
- Thru You Princess d'Ido Haar
- Bienvenue à F.L. de Geneviève Dulude-De Celles
- Winter on Fire: Ukraine's Fight for Freedom d'Evgeny Afineevsky (ru)
- Women He's Undressed de Gillian Armstrong
- A Young Patriot de Du Haibin

### Short Cuts Canada
- 4 Quarters d'Ashley McKenzie
- A New Year de Marie-Ève Juste
- Bacon and God's Wrath (en) de Sol Friedman
- The Ballad of Immortal Joe (en) de Héctor Herrera
- BAM (en) de Howie Shia
- Benjamin de Sherren Lee
- Beyond the Horizon de Brian J. Noth
- Boxing de Grayson Moore et Aidan Shipley
- Boy de Connor Jessup
- Casualties of Modernity de Kent Monkman
- Clouds of Autumn de Trevor Mack (en) et Matthew Taylor Blais
- Dogs Don't Breeds Cats de Cristina Martins
- Dredger de Phillip Baker
- The Guy from New York de Jean-François LeBlanc
- It's Not You de Don McKellar
- Komkom de Kevin Papatie

### Wavelengths
- 88:88 d'Isiah Medina
- Bunte Kuh de Ryan Ferko, Parastoo Anoushahpour et Faraz Anoushahpour
- La Chambre interdite (The Forbidden Room) de Guy Maddin et Evan Johnson
- Engram of Returning de Daïchi Saïto
- Eva ne dort pas (Eva no duerme) de Pablo Agüero
- Fugue de Kerstin Schroedinger
- La Giubba de Corin Sworn et Tony Romano
- Invention de Mark Lewis
- Les Mille et Une Nuits : L'Inquiet (As 1001 Noites: O Inquieto) de Miguel Gomes
- Les Mille et Une Nuits : Le Désolé (As 1001 Noites: O Desolado) de Miguel Gomes
- Les Mille et Une Nuits : L'Enchanté (As 1001 Noites: O Encantado) de Miguel Gomes
- Na ri xia wu de Tsai Ming-liang
- No Home Movie de Chantal Akerman
- The Other Side de Roberto Minervini
- The Sky Trembles and the Earth is Afraid and the Two Eyes Are Not Brothers de Ben Rivers
- Sobytie de Sergei Loznitsa

### Discovery
- Les Amants de Caracas (Desde allá) de Lorenzo Vigas
- Les Ardennes (D'Ardennen) de Robin Pront
- L'Attente (L'attesa) de Piero Messina
- Beast de Tom McKeith et Sam McKeith
- Black d'Adil El Arbi et Bilall Fallah
- Born to Dance (en) de Tammy Davis (en)
- Closet Monster de Stephen Dunn
- Les Cowboys de Thomas Bidegain
- Dégradé d'Arab Nasser et Tarzan Nasser
- Downriver de Grant Scicluna (en)
- Eva Nová (en) de Marko Škop
- Film Kteer Kbeer (en) de Mir-Jean Bou Chaaya
- Fire Song (en) d'Adam Garnet Jones (en)
- Five Nights in Maine (en) de Maris Curran
- Ha'har (en) de Yaelle Kayam (en)
- Ixcanul de Jayro Bustamante
- James White de Josh Mond (en)
- Keeper de Guillaume Senez
- Le Lendemain (Efterskalv) de Magnus von Horn
- Meghmallar (en) de Zahidur Rahman Anjan (en)
- My Name Is Emily de Simon Fitzmaurice
- The Paradise Suite de Joost van Ginkel
- A Patch of Fog (en) de Michael Lennox (en)
- The Rainbow Kid (en) de Kire Paputts
- Rider (River) de Jamie M. Dagg
- Semana Santa (en) d'Alejandra Márquez Abella
- Sleeping Giant (en) d'Andrew Cividino (en)
- Spear (en) de Stephen Page (en)
- Wir Monster de Sebastian Ko

### Midnight Madness
- Baskin (en) de Can Evrenol
- The Chickening de Davy Force et Nick DenBoer
- The Devil's Candy de Sean Byrne
- The Girl in the Photographs (en) de Nick Simon
- Yakuza Apocalypse de Takashi Miike
- Green Room de Jeremy Saulnier
- Hardcore Henry d'Ilya Naishuller
- The Mind's Eye de Joe Begos
- SPL 2 : A Time for Consequences de Soi Cheang
- Scream Girl (The Final Girls) de Todd Strauss-Schulson
- Southbound de Radio Silence Productions, Roxanne Benjamin, David Bruckner et Patrick Horvath (en)

### Masters
- 11 Minutes (11 Minut) de Jerzy Skolimowski
- The Assassin (Cìkè niè yǐnniáng) de Hou Hsiao-hsien
- La calle de la amargura (en) d'Arturo Ripstein
- Le Bouton de nacre (El botón de nácar) de Patricio Guzmán
- Cemetery of Splendour (Rak ti Khon Kaen) d'Apichatpong Weerasethakul
- Le Dernier Jour d'Yitzhak Rabin (Rabin, the Last Day) d'Amos Gitaï
- Every Thing Will Be Fine de Wim Wenders
- Francofonia d'Alexandre Sokourov
- Un jour avec, un jour sans (Jigeumeun-matgo-geuttaeneun-tteullida) de Hong Sang-soo
- Notre petite sœur (Umimachi Diary) de Hirokazu Kore-eda
- L'Ombre des femmes de Philippe Garrel
- Sangue del mio sangue de Marco Bellocchio
- Taxi Téhéran (Taxi) de Jafar Panahi

### City to City: London
- The Hard Stop de George Amponsah
- Kajaki de Paul Katis
- Kill Your Friends d'Owen Harris (en)
- London Road de Rufus Norris
- Northern Soul d'Elaine Constantine
- The Ones Below de David Farr
- Sauvages (Couple in a Hole) de Tom Geens
- Urban Hymn (en) de Michael Caton-Jones

### Cinematheque
- Heat de Michael Mann

### TIFF Kids
- Le Garçon et la Bête (Bakemono no ko) de Mamoru Hosoda
- Le Géant de fer (The Iron Giant: Signature Edition) de Brad Bird
- Min lilla syster (sv) de Sanna Lenken (sv)
- Phantom Boy d'Alain Gagnol et Jean-Loup Felicioli

### Platform
- Bang Gang d'Eva Husson
- Boi neon (en) de Gabriel Mascaro (pt)
- Les Chevaliers blancs de Joachim Lafosse
- El Clan de Pablo Trapero
- Un Français de Diastème
- Full Contact (en) de David Verbeek
- High-Rise de Ben Wheatley
- Hurt (en) d'Alan Zweig (en)
- Land of Mine de Martin Pieter Zandvliet
- Looking for Grace de Sue Brooks
- Hui dao bei ai de mei yi tian (en) de He Ping
- Sky de Fabienne Berthaud

### Primetime
- Casual de Jason Reitman
- Cromo (en) de Lucía Puenzo et Nicolás Puenzo
- Heroes Reborn de Tim Kring
- Keith Richards: Under the Influence de Morgan Neville (en)
- The Returned de Fabrice Gobert
- Trapped (Ófærð) de Baltasar Kormákur